# Tussen de Bogen
Tussen de Bogen is een straat in Amsterdam-Centrum. De straat is gelegen tussen de beide spoorwegviaducten van de spoorlijn tussen het Centraal station en station Sloterdijk. De straat bevindt zich tussen de Grote Bickersstraat en het Haarlemmerplein en loopt evenwijdig aan de Haarlemmer Houttuinen en de Eilandsgracht.  Naast de Grote Bickersstraat loopt ook de Nieuwe Teertuinen onder het spoorwegviaduct.

## Geschiedenis
In 1877-79 werd de spoorlijn van het voorlopige station Willemspoort doorgetrokken naar het hulpstation Droogbak en in 1889 volgde verlenging naar het nieuwe Centraal Station. De spoorlijn werd kruisingsvrij en verhoogd aangelegd op een boogviaduct waarbij om ruimte te krijgen voor de bouw de Eilandsgracht deels werd gedempt en aan de andere kant een deel van de Houttuinen in beslag werd genomen. In 1918 werd de spoorbaan verdubbeld en verscheen een tweede viaduct waarbij de Eilandsgracht nog verder werd gedempt. In 1928 werd het kleine resterende oostelijke gedeelte ook gedempt en verscheen daar het Bickersplein op 15 februari 1956 bij raadsbesluit vernoemd in Hendrik Jonkerplein. Het westelijk gedeelte van de Eilandsgracht bestaat nog steeds en de kade aan de zuidkant heet deels Korte Eilandsgracht en deels Lange Eilandsgracht.
Onder de gewelven van de twee spoorwegviaducten en de ondersteuningen, die ter plaatse 'bogen' werden genoemd, was gelegenheid ontstaan voor allerlei bedrijven, opslagruimtes en stallingen. Het pad tussen de twee spoorwegviaducten werd gebruikt voor toegang tot de ruimtes onder de gewelven.
Rond 1970 werd begonnen met de sanering van de Haarlemmerbuurt tussen de Haarlemmerstraat en Haarlemmerdijk en het spoorwegviaduct waar een nieuwe brede verkeersweg werd aangelegd, de Haarlemmer Houttuinen. Sindsdien staat het spoorwegviaduct aan de noordzijde van deze straat. Bij een raadsbesluit van 11 juni 1975 kreeg het pad tussen beide spoorwegviaducten maar ook de zuidzijde aan de Haarlemmer Houttuinen op verzoek van het buurtcomité officieel de naam "Tussen de Bogen".
In 1996 werd het baanvak zessporig. Van de twee bestaande spoorwegviaducten is het spoorwegviaduct aan de Haarlemmer Houttuinen behouden, omdat deze vlak daarvoor was gerenoveerd. Bij het spoorwegviaduct aan de Eilandsgracht was dit niet het geval en deze werd dan ook gesloopt.
Het nieuwe spoorwegviaduct verscheen aan de noordzijde, op de plek van het gesloopte spoorwegviaduct en enigszins over de Eilandsgracht. Het ontwerp hiervoor is in samenwerking met architecten ontwikkeld die waren gevestigd op de Westelijke Eilanden en die vanuit een buurtcomité actief waren de oorspronkelijke plannen te veranderen, omdat die plannen de Eilandsgracht grotendeels zouden overkappen. Het nieuwe ontwerp dat zij voorstelden en dat door de Gemeente Amsterdam en de NS werd overgenomen, verminderde die overkapping en bevatte bovendien een combinatie van inpandige parkeergarage en bedrijfsruimtes in plaats het oorspronkelijke plan, de Tussen de Bogen tot een volledige parkeergarage te maken met in- en uitgang bij de tunnels aan de Grote Bickersstraat en de Nieuwe Teertuinen. Dit nieuwe ontwerp heeft Tussen de Bogen omgevormd tot een plek voor ambachtelijke en creatieve bedrijven.
Het nieuwe spoorwegviaduct werd tot één geheel gevormd met het behouden, historische spoorwegviaduct aan de Haarlemmer Houttuinen. De open tussenruimte werd omgevormd tot zowel een inpandige parkeergarage als bedrijfsruimtes met de ingang aan de zijde van de Eilandsgracht. De ruimtes in dit nieuwe gedeelte hebben geen gebogen vensters, maar rechte gevels, net als het laatste stuk aan de zuidzijde bij het Haarlemmerplein.

## Bedrijvigheid
De ruimte onder het spoorwegviaduct biedt nog steeds ruimte aan allerlei kleinschalige bedrijfjes waaronder ateliers voor kunstenaars, kantoortjes, opslagruimtes, sportscholen, stallingen en winkeltjes.